# Diócesis de Garagoa
La diócesis de Garagoa (en latín: Dioecesis Garagoënsis) es una circunscripción eclesiástica de la Iglesia católica en Colombia. Se trata de una diócesis latina, sufragánea de la arquidiócesis de Tunja. Desde el 15 de junio de 2017 su obispo es Julio Hernando García Peláez.

## Territorio y organización
La diócesis tiene 4400 km² y extiende su jurisdicción sobre los fieles católicos de rito latino residentes en 25 municipios del departamento de Boyacá: Garagoa, Jenesano, Ramiriquí, Rondón, Tibaná, Úmbita, Chinavita, Pachavita, Zetaquira, Berbeo, Guateque, Sutatenza, Somondoco, Guayata, Almeida, Chivor, Macanal, Campohermoso, Páez, Santa María, San Luis de Gaceno, La Capilla, Sutatenza, Tenza, San Eduardo y Miraflores.
Su territorio limita al norte con la arquidiócesis de Tunja, al este con la diócesis de Yopal, al sur con la arquidiócesis de Villavicencio, al suroeste con la arquidiócesis de Bogotá y al oeste con la diócesis de Zipaquirá.
La sede de la diócesis se encuentra en la ciudad de Garagoa, en donde se halla la Catedral de Nuestra Señora de la Candelaria.
En 2021 en la diócesis existían 33 parroquias agrupadas en 4 vicarías: San Mateo, San Marcos, San Lucas y San Juan.

## Historia
La diócesis fue erigida el 26 de abril de 1977 mediante la bula Cum Venerabilis del papa Pablo VI, obteniendo el territorio de la arquidiócesis de Tunja.
El 7 de abril de 1978, con la carta apostólica Probatus ille, el papa Pablo VI confirmó a la Santísima Virgen María, Nuestra Señora del Refugio, venerada popularmente con el título de Nuestra Señora del Amparo de Chinavita, como patrona principal de la diócesis.
El 29 de octubre de 1999 adquirió una porción de territorio del vicariato apostólico de Casanare, que al mismo tiempo asumió el nombre de vicariato apostólico de Trinidad.

## Estadísticas
Según el Anuario Pontificio 2022 la diócesis tenía a fines de 2021 un total de 133 905 fieles bautizados.
| Año                                                                             | Población            | Población | Población      | Sacerdotes | Sacerdotes    | Sacerdotes    | Bautizados por sacerdote | Diáconos permanentes | Religiosos | Religiosos | Parroquias |
| Año                                                                             | Bautizados católicos | Total     | % de católicos | Total      | Clero secular | Clero regular | Bautizados por sacerdote | Diáconos permanentes | Varones    | Mujeres    | Parroquias |
| ------------------------------------------------------------------------------- | -------------------- | --------- | -------------- | ---------- | ------------- | ------------- | ------------------------ | -------------------- | ---------- | ---------- | ---------- |
| 1980                                                                            | 220 000              | 225 000   | 97.8           | 25         | 24            | 1             | 8800                     |                      | 5          | 26         | 26         |
| 1990                                                                            | 230 000              | 240 000   | 95.8           | 42         | 42            |               | 5476                     |                      | 2          | 53         | 29         |
| 1999                                                                            | 153 000              | 155 000   | 98.7           | 50         | 49            | 1             | 3060                     |                      | 1          | 47         | 28         |
| 2000                                                                            | 153 000              | 155 000   | 98.7           | 50         | 49            | 1             | 3060                     |                      | 1          | 47         | 28         |
| 2001                                                                            | 153 000              | 155 000   | 98.7           | 49         | 48            | 1             | 3122                     |                      | 1          | 44         | 28         |
| 2002                                                                            | 153 000              | 155 000   | 98.7           | 47         | 46            | 1             | 3255                     |                      | 1          | 42         | 29         |
| 2003                                                                            | 153 000              | 155 000   | 98.7           | 48         | 48            |               | 3187                     |                      |            | 31         | 30         |
| 2004                                                                            | 155 500              | 157 500   | 98.7           | 46         | 46            |               | 3380                     |                      |            | 31         | 31         |
| 2006                                                                            | 159 300              | 161 500   | 98.6           | 55         | 54            | 1             | 2896                     |                      | 1          | 28         | 31         |
| 2013                                                                            | 172 000              | 176 000   | 97.7           | 53         | 52            | 1             | 3245                     |                      | 1          | 30         | 31         |
| 2016                                                                            | 178 000              | 182 000   | 97.8           | 44         | 43            | 1             | 4045                     |                      | 1          | 37         | 31         |
| 2019                                                                            | 132 440              | 137 340   | 96.4           | 49         | 48            | 1             | 2702                     |                      | 1          | 36         | 33         |
| 2021                                                                            | 133 905              | 139 210   | 96.2           | 54         | 53            | 1             | 2479                     |                      | 1          | 63         | 33         |
| Fuente: Catholic-Hierarchy, que a su vez toma los datos del Anuario Pontificio. |                      |           |                |            |               |               |                          |                      |            |            |            |

## Episcopologio
- Juan Eliseo Mojica Oliveros † (26 de abril de 1977-27 de diciembre de 1989 falleció)
- Guillermo Álvaro Ortiz Carrillo † (27 de diciembre de 1989 por sucesión-24 de febrero de 2000 falleció)
- José Vicente Huertas Vargas (23 de junio de 2000-15 de junio de 2017 retirado)
- Julio Hernando García Peláez, desde el 15 de junio de 2017